# Bell (Wisconsin)
Bell – miasto w Stanach Zjednoczonych, w stanie Wisconsin, w hrabstwie Bayfield.